# Dastgerd
Dastgerd (farsi دستگرد) è una città dello shahrestān di Borkhar-e Meymeh, circoscrizione Borkhar (Borkhwar), nella Provincia di Esfahan. 